# Mopla
Mopla is een geslacht van rechtvleugeligen uit de familie veldsprinkhanen (Acrididae). De wetenschappelijke naam van dit geslacht is voor het eerst geldig gepubliceerd in 1940 door Henry.

## Soorten
Het geslacht Mopla omvat de volgende soorten:
- Mopla guttata Henry, 1940
- Mopla rubra Henry, 1940